# Bale Gantung
Bale Gantung is een bestuurslaag in het regentschap Pidie van de provincie Atjeh, Indonesië. Bale Gantung telt 186 inwoners (volkstelling 2010).